# 阿爾戈斯 (印地安納州)
阿爾戈斯（英語：Argos）是一個位於美國印地安納州馬歇爾縣的城鎮。

## 人口
根據2010年美國人口普查的數據，阿爾戈斯的面積為3.36平方千米，當中陸地面積為3.33平方千米，而水域面積為0.03平方千米。當地共有人口1,691人，而人口密度為每平方千米503人。